# Estádio Algarve
Estádio Algarve är en fotbollsarena i Faro, Portugal. Arenan byggdes inför EM i fotboll 2004 och här spelade bland andra Sverige kvartsfinal mot Nederländerna. Hemmalagen är Sporting Clube Farense, som spelar i Terceira Divisão Portuguesa och Louletano Desportos Clube, som spelar i Segunda Divisão Portuguesa Serie D. På arenan spelas även finalen på Algarve Cup, en stor årlig damfotbollsturnering.

## Portugals fotbollslandslag
Följande landslagsmatcher har spelats på arenan.
| Nr | Datum            | Resultat | Motståndare | Tävling                         |
| -- | ---------------- | -------- | ----------- | ------------------------------- |
| 1. | 18 februari 2004 | 1 – 1    | England     | Vänskapsmatch                   |
| 2. | 3 september 2005 | 6 – 0    | Luxemburg   | Kvalmatch till Fotbolls-VM 2006 |
| 3. | 11 februari 2009 | 1 – 0    | Finland     | Vänskapsmatch                   |
| 4. | 10 augusti 2011  | 5 – 0    | Luxemburg   | Vänskapsmatch                   |